# Boombox (Robin)
Boombox è un album di remix del cantante finlandese Robin, pubblicato il 13 marzo 2014.

## Descrizione
Contiene i remix dei brani dell'album precedente, Boom Kah, composti da Jaakko "JS16" Salovaara, Darude, DJ Slow, Sakke Aalto, Beats & Styles e Lenno, le versioni acustiche di Boom Kah e Kun nuoruus päättyy e un brano nuovo, intitolato Jetlag.
L'album è entrato alla 12ª settimana nella classifica degli album più venduti, raggiungendo la prima posizione.
Il 25 aprile 2014 è uscito il primo singolo dalla raccolta, Tilttaamaan.
Boombox è disponibile nel formato CD oppure CD e DVD Blueray, contenente il concerto PopShow - Live in Hartwall Areena del 2012 e vari contenuti extra

## Tracce

### CD
1. 3D-lasit – Kartoon Remix
2. Erilaiset – Darude "Maxed" Remix
3. Tilttaamaan (feat. Lord Est) – Beats & Styles remix
4. Boom Kah (feat. Mikael Gabriel e Uniikki) – JS16 Remix
5. Eeppinen (feat. VilleGalle) – OP Beats Remix
6. Neon – Lenno Remix
7. Kävele mun kaa – Brutus Remix
8. Onnellinen – DJ Slow Remix
9. Anonyymit ja nimimerkit – JS16 Remix
10. Pystyt mihin vaan – Sakke Aalto Remix
11. Eeppinen – Ercola Remix
12. Jet lag
13. Kun nuoruus päättyy – versione acustica
14. Boom Kah – versione acustica

### DVD
PopShow - Live in Hartwall Areena
1. Faija skitsoo
2. Kaunis luonnostaan
3. Luupilla mun korvissa
4. Chillaillaan
5. Lapin kesä
6. Hiljainen tyttö
7. Haluun sun palaavan
8. Heilutaan
9. Kun nuoruus päättyy
10. Häröilemään/Saappaat
11. Puuttuva palanen
12. Räjäytät mun pään
13. Final Countdown
14. Frontside Ollie

Video musicali
- Frontside Ollie
- Faija skitsoo
- Hiljainen tyttö
- Puuttuva palanen
- Luupilla mun korvissa

Karaoke
- Frontside Ollie
- Faija skitsoo
- Hiljainen tyttö
- Puuttuva palanen
- Luupilla mun korvissa

## Classifica
| Classifica | Massima posizione |
| ---------- | ----------------- |
| Finlandia  | 1                 |